# Around the Fur
Around the Fur är den amerikanska gruppen Deftones andra studioalbum. Skivan släpptes den 28 oktober 1997.

## Låtlista
Alla låtar är skrivna av Deftones, förutom "Headup" som är skriven av Chino Moreno och Max Cavalera.
1. "My Own Summer (Shove It)" – 3:35
2. "Lhabia" – 4:11
3. "Mascara" – 3:45
4. "Around the Fur" – 3:31
5. "Rickets" – 2:42
6. "Be Quiet and Drive (Far Away)" – 5:08
7. "Lotion" – 3:57
8. "Dai the Flu" – 4:36
9. "Headup" (feat. Max Cavalera) – 5:12
10. "MX" – 37:18

- - Sången slutar vid 4:55
  - "Bong Hit"  (Gömt spår kommer in vid 19:31)
  - "Damone" (Gömt spår kommer in vid 32:35)

## Medverkande
- Stephen Carpenter – gitarr
- Chi Cheng – bas, bakgrundssång
- Abe Cunningham – trummor
- Chino Moreno – sång